# Protaetia pretiosa
Protaetia pretiosa är en skalbaggsart som beskrevs av Nonfried 1891. Protaetia pretiosa ingår i släktet Protaetia och familjen Cetoniidae. Inga underarter finns listade i Catalogue of Life.